# Microsoft Agent
Microsoft Agent es una tecnología desarrollada por Microsoft que emplea a personajes animados, motores de texto a voz, y software de reconocimiento de voz para mejorar la interacción con los usuarios de computadoras. Por lo tanto, es un ejemplo de un agente encarnado. Viene preinstalado en Microsoft Windows 2000 y versiones posteriores anteriores a Windows 7. La funcionalidad de Microsoft Agent es expuesto como un control ActiveX que puede ser utilizado por las páginas web.
La teoría detrás de este programa provino del trabajo en las interfaces sociales de Clifford Nass y Byron Reeves en el Centro para el Estudio de la Lengua y de la Información de Stanford.

## Historia de las versiones
Microsoft Agent fue utilizado por primera vez en Microsoft Bob, que utiliza una versión temprana de la tecnología de agente interno denominado "Microsoft Actor". Microsoft Agent se hizo popular como la versión inicial del Ayudante de Office en Office 1997, a veces llamado "Clippit" o "Clippy". Sin embargo, los asistentes son incompatibles con Office 2000 y versiones posteriores, y viceversa. La versión actual de Microsoft Agent salió tranquilamente en MSDN en 1998. Se ha incrustado en Microsoft Office con Visual Basic, comenzando con Office 2000, aunque este uso no incluía discurso muy-presentado síntesis del agente de o capacidades de reconocimiento. Microsoft anunció recientemente que "Microsoft ha decidido suspender el desarrollo de tecnologías de Microsoft Agent. A partir de Windows 7, Microsoft Agent ya no se incluye o ya no es compatible con futuras versiones del sistema operativo Microsoft Windows. "Alentamos a los desarrolladores de aplicaciones de Microsoft Agent y redistribuidores a evaluar sus actividades a la luz de esta decisión. Microsoft ya no es una oferta de licencias y ya no distribuye el SDK."

## Tecnología
Los caracteres de Microsoft Agent se almacenan en archivos de la extensión .ACS. 
El motor de voz en sí mismo es impulsado por la Speech API Microsoft (SAPI), la versión 4 o superior. Microsoft SAPI ofrece un panel de control fácil de instalar y cambiar. Microsoft ofrece cuatro personajes gratuitos, que pueden descargarse del sitio web de Microsoft Agent. Estos se llaman Peedy, Merlín, Genie, y Robby. Algunos caracteres también se suministran con Microsoft Office hasta la versión 2003 como el Ayudante de Office y con Windows XP como asistentes de búsqueda. Nuevos personajes también se pueden crear utilizando las herramientas de desarrollo de Microsoft, incluyendo el editor de caracteres del agente. Los agentes pueden ser incorporados en el software con Visual Basic para Aplicaciones y en páginas Web con VBScript, y herramientas automatizadas con el fin de simplificar la que ya existe. Sin embargo, los agentes de la página web sólo son compatibles con Internet Explorer, desde navegadores alternativos como Opera o Mozilla Firefox no son compatibles con ActiveX.

## Incompatibilidad en las versiones más recientes de Windows
En Windows Vista, Microsoft Agent utiliza Speech API (SAPI) versión 5.3 como su proveedor de texto-a-voz principal. (en versiones anteriores de Windows, el agente utilizaba SAPI versión 4, que no se admite en Windows Vista y versiones posteriores). Comenzando con Vista, las características multilingües de Microsoft Agent bajo una versión lingüística particular del sistema operativo no es compatible, es decir, el agente funcionará en otros idiomas sólo en una versión localizada de Windows de la misma lengua.
Microsoft Agent no está pre-instalado con Windows 7, aunque SAPI v5.3 motores de voz compatible sigue trabajando. Debido a los comentarios de los clientes, Microsoft ha decidido ofrecer un paquete de instalación de los componentes principales de Microsoft Agent para su uso en Windows 7. Este paquete incluye los componentes necesarios para que las aplicaciones puedan trabajar con MS agent. Además contiene el carácter "Merlin" que fue también se incluye en Windows Vista.
Microsoft anunció en abril de 2009 que la asistencia de Microsoft Agent se suspenderá después de Windows 7, pero se puede seguir usando si se instala el programa "Double Agent".

### Microsoft
- Ayudante de Office
- Microsoft Speech API
- Cortana
- Microsoft Bob